# Арабское вторжение в Дагестан
Арабское вторжение в Дагестан — вторжение войск Арабского халифата на территорию Дагестана, начатое в годы правления халифа Умара ибн аль-Хаттаба (634—644 годы).

## Вторжение арабов в Дагестан

### Политическая обстановка в Дагестане накануне арабского нашествия
Задолго до вторжения войск халифата на Кавказ в Дагестане сложилось множество политических образований разного уровня и типа.
Первым и наиболее крупным среди них была Кавказская Албания, в которую после 387 года входила юго-восточная часть современного Дагестана. Но накануне появления арабов она была ограничена до предела и потеряла свою самостоятельность. Ведущее положение в равнинной части Северо-Восточного Кавказа занимало Хазарское царство. Сасанидские правители в Дербенте держали гарнизон и находились в состоянии войны с хазарами. Каганат подверг большим разрушениям окрестности Дербента, а также земли Хайдака, Табасарана и Лакза. В то же время горные и предгорные районы были покрыты целой сетью феодальных и племенных образований, возглавляемых местными «царями», которые были связаны договорными отношениями с Сасанидами: иногда получали от них поддержку за охрану горных проходов.
Накануне Арабского нашествия на территории Дагестана располагались следующие феодальные образования: Лакз — территория бассейна р.Гюльгерычай и земля к северу от Самура; Табасаран — бассейн р. Рубас; Филан — по-видимому, территория нынешнего Левашинского плато; Зирихгеран — земли современного Дахадаевского района Дагестана и, наконец, Серир — территория Аварского Койсу и Кара-Койсу. Кроме того, источники говорят об отдельной области Дудании — возможно, это земли Дидойцев, известные в грузинских источниках под названием Ди-доэти.

### Военные действия в VII веке. Уход арабов
После сокрушения Халифатом Сасанидского Ирана обстановка на Кавказе резко изменилась. Источники сообщают об уменьшении персидских гарнизонов в это время в Дагестане, о прекращении охранной службы во многих пограничных «воротах», о проникновении хазар в Закавказье. Халиф Умар начал активные военные действия на Кавказе. Под власть арабов попала Албания, после взятия её столицы города Барда. После этого начинается вторжение в сторону Дагестана.
Арабский отряд Абд ар-Рахман ибн Раби’а (входивший в соединение арабского полководца Сураки ибн Амра), при халифе Умаре подступил к Дербенту в 643 году. Там все ещё оставался персидский гарнизон, едва сдерживавших натиск окрестных жителей. Его начальник Шахрбараз согласился сдать город арабам на условиях, что его вместе с отрядом примут к себе на службу, сохранив им прежнее положение привилегированной стражи. По этому поводу ат-Табари пишет: «Условия мира должны были заключаться в том, чтобы от дербентцев не требовали никаких податей и повинностей». За это дербентцы по условиям мира обязаны были запереть «все ущелья и не пропускать» в сторону Закавказья никого. Арабы согласились на это, причём договор был утверждён халифом Умаром. Сурака ибн Амр, став начальником города Дербент, старался превратить его в базу для дальнейших завоеваний арабов. Отсюда Сурака организовал завоевательные походы из Дербента на Северный Дагестан. Так, отряд Абдар-Рахмана и его брата Салмана совершил поход на хазарский город Баланджар в 652 году, но неудачно, Абд ар-Рахман погиб. Отряд посланный вторично против хазар, был разгромлен, начальник его Салман ибн Раби погиб, а спасшиеся бегством истреблены у самых стен Дербента, так как дербентцы заперли перед отступавшими городские ворота.

В Дербент прибывали всё новые подкрепления, арабы продолжали совершать походы, но результатом их в лучшем случае был лишь захват добычи — зерна, скота, рабов. Иными словами, их действия с самого начала превратились в обычные грабительские набеги. Оставалось недостижимой главная задача — захват новых земель, покорение их жителей, взимание податей и распространение ислама. В сдерживании арабов и их стремления укрепиться на Северо-Восточном Кавказе исключительна роль хазар. Активную роль в борьбе с арабами хазары играли и в последующие периоды борьбы на Северном Кавказе. Говоря о хазарах, давших отпор арабам, профессор Расул Магомедов пишет:
«„Хазары“, с которыми воевали войска халифата, не вполне похожи на тюрок-кочевников: они осёдло живут в больших укреплённых поселениях, применяют камнемёты (катапульты, баллисты), что тоже нетипично для кочевников; некоторые их поверья сохранились поныне, но только у коренного, осёдлого горского населения. Всё это даёт основание предполагать, что в сочинениях арабских авторов IX—X вв. слово „хазары“ используется не как название народности — тюрок-кочевников, а как широкое собирательное название, объединяющее всех в военно-политический союз, возглавляемый Хазарией и противостоящий халифату, включая, конечно, и коренное население предгорной полосы, где велись основные боевые действия».
В 656 году борьба за власть между родом Омейядов и сторонниками Али охватывает весь Халифат и перерастает в гражданскую войну. Войска арабов спешат принять в ней участие, бросая недавно завоёванные земли. Это приводит к отделению Закавказья и Дербента от Халифата. Хазары проникают далеко на юг. Земли до реки Араксер становятся их кочевьем.

## Возобновление завоеваний Халифата в Дагестане

### Хазаро-дагестанская борьба против арабских захватчиков
В 722 году правителем Армении был назначен Джаррах ибн Абдуллах ал-Хакими, начавший энергичную борьбу с хазарами. Обманув противника, он прошёл через Дербент и обрушился на дагестанские земли. Историк Ат-Табари пишет о походах Джарраха: «Арабы разбив хазар в южном Дагестане, проникли в горы Дагестана и преодолели сопротивление жителей Хамзина и Гумика, разрушили и разграбили в результате карательных походов Кайтаг и Табасаран, за отказ признать их власть». Персидский историк Балами пишет что полководец Джаррах «позвал одного из своих приближённых, дал в его распоряжение три тысячи воинов и сказал ему: иди в сторону Кайтак, разоряй там всё что встретишь, воюй с каждым кто вздумает оказать вам сопротивление и вернись ко мне до восхода солнца». В результате карательной экспедиции арабы увели из Табасарана до 2000 пленных, из Кайтага — свыше 700, захватили 10000 голов скота и другое имущество.
Преследуя хазарское войско, Джаррах взял две крепости в долине р. Гамри, а затем двинулся на север. Свидетельства арабских историков дополняет здесь известное дагестанское историческое сочинение «Тарихи Дербенд-намэ». Там сказано, что хазары, отступив далее на равнину, оставили караул в крепости Анджи-Кала, очень сильной и хорошо построенной, защищённой с одной стороны горами, а с другой стороны — морем. После нескольких безуспешных попыток арабы сумели преодолеть эту преграду, наступая под защитой повозок. Хазары укрылись в верхнем укреплении, а ночью отступили. Это краткое сообщение «Дербенд-намэ» заставляет обратиться к устному историческому преданию о битве у Анджи-Кала, до сих пор бытующему в с. Тарки и с. Кяхулай, которые примыкают сейчас к Махачкале. Интересно, что защитники Анджи изображены язычниками (среди их богов древнетюркский бог Тенгри), а завоеватели наступают на них со стороны Дербента. Оборону возглавляет правитель Анджи Карт-Кожак. У него двое сыновей: Томиш и Айбак. Томиш предаёт своих, а отец с Айбаком, жрецами и горожанами клянётся биться до конца. Отбито много штурмов. Враги пробили стену и ворвались в город — горит Анджи, горит священный камень Камари, гибнут люди. На 39-й день боёв враги отступили, но на следующий день они захватили город и истребили защитников. С тех пор Анджи уже не возобновлялся.
В 723 году, прорвавшись из приморской полосы на равнину, Джаррах с большими усилиями захватил город Беленджер. Любопытно, что вскоре он вернул Беленджер прежнему правителю. Это первое сообщение о попытке арабов привлечь на свою сторону местную верхушку. Ему удалось продвинуться за Семендер, но тут подкупленный им правитель Беленджера предупредил Джарраха, что обратный путь ему отрезан огромной армией хазар. Тогда Джаррах отступил в Закавказье через Дарьяльский проход. Поход его продолжался около 7 месяцев. Обеспокоенный столь глубоким прорывом арабов, каган и его приближённые перенесли столицу Хазарии из Семендера в более удалённый от границы город Итиль в устье Волги. Джарраху удалось сделать ещё один набег на Хазарию через Дарьял. Тогда в 723 году хазары и дагестанцы объединились и смогли с трудом выбить арабов до реки Кура. Поэтому халиф Хашим сменил Джарраха и назначил на его место своего брата Масламу. Однако это не помогло. В 726 году хазары под командованием Барсбека, сына кагана, прорвались за реку Аракс.
Борьба в Закавказье шла с переменным успехом. В 730 году Джаррах был возвращён на прежнюю должность и даже совершил набег на Хазарию через Дарьял. Но когда он попытался очистить от хазар Муганскую степь, в Закавказье вторглась многотысячная хазарская армия под командованием Тармача. В 730 году Джаррах был убит в битве при Ардебиле. Все завоевания арабов в Восточном Закавказье были потеряны. Остатки войск Джарраха бежали в Сирию, а набеги хазар достигли города Мосул.

### Захват Дербента Масламой
Изгнав хазар, вновь назначенный наместник Халифа на Кавказе (709—732 гг.) Маслама добился контроля над южным берегом Самура (кстати, здесь он устроил своё поместье «Хауз-Хайзан»), затем над Лакзом и Табасараном и лишь после этого он подошёл к осаде Дербента. Ему долго не удавалось взять Нарын-Калу, где засело около тысячи хазар. Маслама вынудил их уйти, отравив источник, из которого в крепость поступала вода, при этом сын царя хазаров Пашенек (Башанки) сбежал на север. Заняв Дербент, Маслама решил вновь превратить его в опорный пункт на северных рубежах Халифата. Источник говорит: «Маслама ибн Абдулмалик переселил в город Баб-ал-Абваб („Ворота ворот“ — так арабы называли Дербент) 24000 жителей Сирии, обязавшись выдать им усиленное жалование… И построил (Маслама) амбар для провизии, амбар для ячменя и склад для оружия; он приказал вычистить цистерну (где запасали воду), исправил разрушенные места крепости». Тогда же в Дербенте возникли магалы: «Маслама разделил город на кварталы, из которых первый отдал выходцам из Шама, другой — племени Хаме, третий — выходцам из Дамаска, а четвёртый — арабам Джазиры». С этого времени Дербент становится центром для чатис Дагестана, подпавшей под контроль арабов и опорным пунктом охраны земли Халифата от вторжения хазар. Вся эта территория вошла в наместничество Халифата, называвшееся «Армения», включавшее Закавказье и земли к югу от него до реки Евфрат. Резиденцией халифского наместника был армянский город Двин, а к концу VIII века — город Барда в Арране.
Дербент управлялся отдельными наместниками, которых вначале присылали из столицы Халифата, а затем стали назначать из наиболее влиятельных арабских семей Дербента.
Строительная и административная деятельность Масламы оставила о себе память в дагестанских исторических преданиях, где он выведен под именем «Абу-Муслим», строящего мечети и насаждающего Ислам. По распоряжению Масламы, в Дербенте была воздвигнута Джума-мечеть, доныне являющаяся самой старой и самой крупной из построек такого рода в Дагестане.
Не столь удачными были военные действия Масламы. После одного крупного поражения, когда арабам пришлось бросить свой лагерь и бежать, «проходя по две остановки вместо одной», Маслама был окончательно смещён с наместничества. В 735 году это место занял двоюродный брат Масламы и халифа — Мерван ибн Мухаммад, один из самых жестоких завоевателей Дагестана.

### Военные действия Мервана
Собрав огромную армию (150000 воинов), в 737 году Мерван нанёс внезапный удар по Хазарии. По некоторым сведениям арабы, перейдя Терек, прошлись по всей южной Хазарии и даже дошли до Нижнего Дона. Была захвачена огромная добыча, десятки тысяч пленных хазар были переселены в Закавказье в качестве зависимых крестьян, каганату на некоторое время пришлось принять Ислам.
В политическом отношении горные земли представляли собой конгломерат раннефеодальных княжеств и племенных союзов. Два наиболее крупных государства — Лакз и Сарир — охватывали горную часть Дагестана с юга и с севера. В горном Дагестане было пять крепостей: ал-Балал (возможно Билистан), Амик (принят за Гумик), Шандан, Хайзадж (принят за Хунзах), и Хамзин (принят за Гимры). В равнинном Дагестане располагались владения Туман (у реки Сулак), Самандар, Валанджар, Джидан и Тарки. Местоположение Шиндана не вполне установлено.
Началась война с владетелями Дагестана. Мерван вторгся в Дагестан с Юга. Историк аль-Куфи сообщал: «Наступила зима и Марван зазимовал в местности, именуемой Касак. Когда же зима от него отступила и пришла весна, Марван решил вторгнуться в земли ас-Сарир … Марван выступил из Касака, переправился через реку ал-Кур и направился к городу, называемому Шаки. Из Шаки он отправился в земли ас-Сарир. Он добрался до крепости, которая называлась ал-Балал. Это была неприступная и мощная крепость. Он осаждал её целый месяц … Марван и его воины ворвались в [эту] крепость н захватили врасплох её защитников … [Марван ] приказал разрушить стены крепости и сравнять её с землёй … После этого Марван направился к другой крепости, которую называли Амик (Гумик) и осадил её. Защитники Амика упорно сражались с ним, но Марван одержал над ними победу и перебил их воинов … Весть об этом дошла до владетеля ас-Сарира и он бежал от Марвана до тех пор, пока не добрался до крепости под названием Хайзадж (Хунзах). Однако Марван вскоре достиг крепости, осадил её, но несколько дней никак не мог овладеть ею … Марван оставался у ворот этой крепости полный год … Марван дал ему (царю Сарира) согласие на это, и между ними было заключено перемирие … Затем Марван отправился в путь и вскоре достиг крепости под названием Туман. Он заключил с её владетелем перемирие … Затем Марван направился дальше и вскоре достиг крепости Хамзин. Защитники крепости вступили с ним в сражение. Марван и владетель крепости сразились в жарком бою, и муслимы потеряли много убитыми … [Позднее] Владетель крепости Хамзин-шах бежал от арабов, добрался до другой крепости, где и укрылся … После этого Марван разослал свою кавалерию по земле Хамзнна и конники разрушили более 300 их селений. Затем он выступил в поход и добрался до их царя Хамзин-шаха, который укрывался в крепости. Марван решил осадить её, но Хамзин-шах заключил с ним перемирие … После этого Марван ибн Мухаммад стал покорять одну крепость за другой, пока не покорил все крепости стран ас-Сарир, Хамзин, Туман и Шандан, а также и те, до которых добрался. Затем он возвратился назад и остановился в городе ал-Бабе, где его захватила зима».
В другой исторической хронике сказано о захвате Хайдака: «Они разорили Хайдак и предали смерти из числа других храбрых и мужественных князей князя, который назывался Газанфар-ал-Гарар („пожирающий лев“). И взяли они в плен их жён и детей, и предав смерти их родственников и покровителей, и разгромив с помощью Бога всё их имущество». ко второй зиме после начала этого похода, сопровождавшегося грабежом, разрушением городов и сёл, истреблением людей (то есть к концу 740 года), Мерван вернулся в Дербент.
В своем первом описании похода Марвана, историк аль-Куфи включил земли царства Лакз в южном Дагестане, без упоменания, в состав Сарира, что вероятно было небольшой неточностью в работе историка. Далее аль-Куфи сообщал, что Лакз южного Дагестана отошёл от власти арабов: «Когда пришла весна, он [Марвана] призвал всех царей гор и к нему прибыли цари из Ширвана, Лайзана, Филана, Табарсарана и других стран, кроме Арбиса ибн Басбаса, царя лакзов, который отказался прибыть к нему. Марван ибн Мухаммад выступил и вскоре достиг села под названием Билистан, расположенного в среднем течении реки Самур. После этого он разрешил своим воинам совершать набеги по стране лакзов и они начали опустошать, грабить и жечь и так продолжалось в течение года. Арбис не выдержал этих событий и длительной осады и однажды ночью покинул свою крепость и бежал с некоторым числом своих воинов … Арбнс бежал до тех пор, пока не приблизился к городу Баб ал-Абвабу. Здесь беглецы увидели пастуха-гуляма и Арбис сказал своим воинам: „Возьмите барана из стада этого пастуха!“. Они взяли одного барана, и Арбис сделал в этом месте стоянку … Затем подошёл этот пастух, у которого в руках были лук и стрелы, и встал за деревом. Вдруг он выпустил в Арбиса стрелу и убил его … Его спутники набросились на него и стали кричать на своем языке: „Ты убил царя!“ Пастух убежал и добрался до селения и рассказал всем о том, что он сделал. Пастух направился дальше и вскоре вошёл в город Баб ал-Абваб. Он добрался до эмира города Усайда ибн Зафира ас-Сулами и сообщил ему обо всём … Усайд тотчас же вскочил на коня и с несколькими воинами прибыл к месту, где лежал убитый Арбис ибн Басбас. Он приказал отрезать его голову, забрал всё, что при нём было и вернулся в город ал-Баб. Затем он вызвал своего сына Йазида, передал его голову [Арбиса] и сказал: „Отправляйся к эмиру Марвану и представь ему голову“ … Йазид отправился и доехал до Марвана, который в это время находился напротив одной крепости в среднем течении реки Самур. Йазид ибн Усайд попросил разрешения войти к Марвану и ему разрешили. Он вошёл и приветствовал Марвана, который спросил: „Как себя чувствует твой отец, о Йазид?“ Тот ответил: „Прекрасно, да ублаготворит Аллах эмира! А я пришёл к тебе с новостью!“ Тот спросил: „А что это за новость?“. Йазид сказал: „Голова Арбиса ибн Басбаса!“ … Марван удивился этому и сказал: „Горе тебе! Арбис сейчас в своей крепости, а ты утверждаешь, что пришёл ко мне с его головой?!“ … Тогда Йазид ибн Усайд рассказал ему о том, что произошло с Арбисом. Марван приказал надеть голову на его копьё и выставить перед крепостью».
По словам арабского историка X века Табари: «Мерван, двинувшись по долине Самура, перебил жителей, разорил страну и оставался в ней целый год, не будучи в состоянии сломить сопротивление крепости, в которой заперся Опас». Наконец арабам удалось убить Опаса и принудить лакзов к капитуляции. В Лакз был назначен арабский наместник Хашрама ас-Сулами.
Большинство известных исследователей, начиная с К. Д’Оссона, В. В. Бартольда, В. Ф. Минорского, В. М. Бейлиса и др., отождествляют замок «Хайзадж» или «Х.мз.х» с селением Хунзах. Профессор А. Р. Шихсаидов, изучивший раннесредневековую историю Дагестана, в своих последних работах также отмечает, что «столицей Серира был Хунзах, один из значительных населённых пунктов Дагестана». По мнению известного востоковеда, специалиста по средневековой истории Дагестана Т. М. Айтберова под топонимом «Х.мз.х» следует понимать древнейший центр политической власти Северо-Восточного Кавказа — Хунзах.
Яростное сопротивление оказал арабам Хамзин. Разгневанный Мерван велел перебить всех жителей главной крепости княжества. В легендах жителей Гамринской долины до сих пор сохранились отзвуки этих событий. Здесь у развалин древнего городища Таргу-шахар находится небольшой мавзолей Оглан-беги. Предание гласит, что там похоронена девушка, которая попала в плен вместе с другими жителями этого города, захваченного врагами. По приказу их начальства она была выдана самому отличившемуся из завоевателей. Но когда тот вёл её по широкому гребню крепостной стены, девушка внезапно столкнула его вниз и сорвалась сама — оба погибли. Взбешенный этим, вражеский полководец велел до основания разрушить город и истребить пленных жителей. Весьма примечательно, что эта же легенда встречается в арабских исторических сочинениях ибн Асама ал-Куфи и ам-Табари (X век), а также и в «Дербенд-намэ», где названо имя завоевателя — Мерван и название города-крепости — Хамзин (от р. Гамри). После, войско Мервана ворвалось в Туман, который за год до того уже был ослаблен вторжением арабов и не мог сопротивляться.

### Последствия похода Мервана
На все перечисленные государства и земли, захваченные арабами, была наложена дань зерном и людьми. Царь Серира должен был ежегодно поставлять дербентскому наместнику 500 крепких отроков и 500 белокурых девушек в рабство, а также привозить в зернохранилище Баб-ал-Абваба 100000 мер зерна (1 мера того времени имела объем около литра, то есть 0.6 кг зерна), жители Тумана были обязаны поставлять 500 юношей и 150 девушек и 20000 мер зерна, Зирихгерана — 50 юношей и 10000 мер зерна, Хамрина — 30000 мер зерна и в разовом порядке — 500 юношей и девушек, Лакза — 20000 мер зерна, Табасарана — 10000 мер зерна, Шандана — 100 юношей и девушек в разовом порядке и 5000 мер зерна ежегодно. Кроме того, каждое из этих государств и союзов должно было во время войн выставлять вспомогательные отряды для армии наместника, причем было точно определено даже место этих отрядов в боевом и походном строю.
Арабы переходят от захвата добычи к попыткам регулярного взимания дани. Однако дань взимается не с каждого поданного в отдельности, а с государства в целом, причем сбор и доставка её возлагаются на местных феодалов. Это свидетельствует о слабости власти Халифата в горах. В районах, которые полностью контролировались арабами, с каждого жителя взимался поземельный налог — харадж, а если тот не был мусульманином, то добавлялся ещё и подушный налог — джизья. Этим, очевидно, объясняется то, что в период сохранения Халифата арабы не проявляли особого усердия в распространении ислама среди дагестанцев — ведь рост числа мусульман повлек бы за собой и сокращение доходов от налогов. Вплоть до X века ислам в Дагестане распространялся лишь в Дербенте, Табасаране, южной части плоскости и нижней части Самурской долины, причем не сплошь, а отдельными очажками. Старые верования (языческие, христианские, зороастрийские) продолжали преобладать.
Недолго, однако, продержался такой порядок. В самый разгар похода на «язычников» дуданийцев (вероятно, дидойцев) в 744 году Мерван получил известие, что в Дамаске убит его родственник — халиф, а династия Омейядов, к которой он принадлежит, отстранена от власти. Мерван с войском поспешил в столицу Халифата; вскоре он погиб. Дагестанские земли тут же прекратили выплату страшного налога и всякие связи с Дербентом, в котором то и дело менялись «властители». Одновременно разваливалась вся система страны халифатской границы.

## Аббасидская политика в Дагестане

### Восстание в Дагестане и союз с хазарами
В 750 году власть в Халифате перешла к династии Аббасидов. Внутренние распри ослабили державу халифов, и отныне они стремились уже не к расширению её границ, а хотя бы к удержанию завоеванного их предшественниками. Теперь у халифов нет возможности бросать всё новые и новые войска на окраины огромного государства — они стремятся создать себе опору среди местных верхов. Поэтому правитель «наместничества Армении» на этот раз не был прислан из столицы Халифата, как бывало прежде. Халиф предпочел выбрать его из числа арабских семей, давно живших на Кавказе. Им стал дербентский правитель Йазид, сын сподвижника Мервана, из местной арабской семьи Сулами, которая позже утвердила за собой Дербент.
В это время силы арабов были ослаблены недавней распрей, охрана границы — дезорганизована, а какая-либо поддержка горцев невозможна. Поэтому, когда в 762 году хазары начали войну, им без труда удалось проникнуть в Закавказье. Правителю Дербента, Йазиду, пришлось бежать в Ширван, где уже Мазъяд, основатель династии Мазьядидов, создал независимое государство. С трудом собрав армию, в которую пришлось мобилизовать даже 7000 преступников из тюрем, правительство Халифата заставило хазар отступить. Сейчас же после этого вдоль стены Баг-Бари были построены поселения Камах, ал-Мухаммадия, Баб-Вак и другие, куда были поселены воины-арабы и османы. Ныне это село Камах, Хи-мейди, Дарваг и др., причем ещё в конце XIX века население Дарвага сохраняло арабский язык.
Между тем халиф Харун ар-Рашид решил окончательно взять в руки положение на хазарской границе. В 90-х гг. VIII века он посылает в окрестности Дербента 12000-е войско, а в самом городе ставит нового наместника. Это, однако, закончилось плачевно. Присланное войско было разбито жителями Хамрина, а наместник своей тиранией восстановил против себя не только коренных жителей, но даже дербентских арабов. Когда он, наконец, убил своего предшественника — местного араба ал-Наджма ибн Хашима, то сын убитого поднял в Дербенте антихалифское восстание, пригласив на помощь хазар и горцев. Это случилось около 797 года. Восставшие дошли до реки Куры, волнения продолжались 70 дней. Халиф пошел на уступки и вынужден был сменить двух высших представителей власти, а новый наместник — Язид ибн Мазъяд — пообещал считаться с интересами местных феодалов. После этого восстание пошло на убыль, а Дербент стал частью Ширвана.
Действие хазар в 797 году — это последний их поход в Закавказье, о котором сообщает источник. Самые продолжительные и ожесточенные боевые действия арабов вначале шли вдоль наиболее важного международного торгового пути по западному побережью Каспия. Наибольшим реальным военным достижением халифатских завоеваний был здесь захват Дербента и ликвидация хазарского влияния на Восточном Кавказе.
Ещё более примечательно, что никогда прежде местные арабы не объединялись с местными жителями против халифата. местные интересы феодалов без различия языка и религии теперь стали для них важнее, чем судьба феодальной державы в целом.
Другим грозным предвестником распада Халифата было широкое народное антифеодальное движение хуррамитов в Закавказье. Первые сведения о них восходят к 808 году. Когда движение в 816 года возглавил пастух Бабек, оно переросло во всенародную крестьянскую войну. В 837 году восстание было подавлено, однако последствия его долго давали себя почувствовать по всему Кавказу, в том числе и в Дагестане: ведь более 20 лет Дербент и его округ были отрезаны восставшими от Халифата. За этим последовали выступления 842—847 гг., в которых приняли участие все недовольные Халифатом — от широких масс крестьян до феодалов-сепаратистов. «Дела в Армении снова расстроились: заволновалась часть арабов, батрики и отложившиеся; цари гор и Деребнта захватили соседние области и власть султана ослабла», — пишет историк Якуби.
Дагестанские «цари гор» были крепко связаны с антихалифатскими силами Закавказья. Так эмир Тифлиса был женат на Сарийе, дочери Бухт-Йишо II, царя Сарира. Их союзу не помешала даже разница религий. В 869 году в Дербенте восстанавливается власть местного арабского рода ас-Сулами — это приводит к отпадению Дербента и других дагестанских земель от Халифата. Так образовался Дербентский эмират, первым правителем которого стал Хашим ибн Сурака.
До начала X века на Кавказе ещё существуют наместники халифа, иной раз пытающиеся укрепить свою власть. Один из них — Юсуф Саджид контролирует Дербент, а в 917 году даже ремонтирует крепостные стены. Но после его смерти (928 год) и Ширван и Дербент окончательно отделяются от Халифата. период власти халифов в Дагестане заканчивается.

### Итоги политики халифата
Два века длилась героическая борьба дагестанских народов против халифата за свободу и независимость. Она широко отразилась в фольклоре дагестанских народов.
Последствия постоянных войн с халифатом были тяжелы. Огромные разрушения и большие людские потери понес Дагестан. К началу X века перестали существовать такие государства как Хамрин. Табасаран стал частью Дербента или Ширвана. Образовалось Шамхальство со столицей в бывшем Гумике. В 777 году было завершено строительство первой соборной мечети в Кумухе. На месте Хайдака было образовано другое исламское государство — Кайтагское уцмийство. Вторжение арабов нарушило закономерный ход развития дагестанского общества, его экономику и культуру. Ещё более печальным для Дагестана были последствия походов газиев.

### Распространение ислама
Арабские завоеватели принесли с собой свою религию — ислам. Для религиозно-правовых и обрядовых норм ислама назначались кадии (судьи, осуществлявшие правосудие на основе шариата) и другие священнослужители. Строились мечети. Ещё в VIII веке исламские кадии были в Дербенте, Табасаране, Кумухе, Кюре, Рича, Кайтаге. Позднее появились и в других местах.
Однако основная масса жителей Дагестана с трудом отказывалась от своих прежних верований и обрядов. Сохранились предания о сопротивлении введению новой религии в Серире, в Лакзе и в Кубачи. В VIII веке в Цунте, в ущелье Лавкадан действовала церковь, христианами являлись не все дидойцы, но она по прежнему являлась государственной религией Серира и Лакза. Дербент и Кумух постепенно становились центрами распространения ислама. отсюда при господстве Халифата предпринимались регулярные экспедиции сторонниками «борцов за веру». Насаждение Ислама в Дагестане затянулось до XV века. К моменту отпадения Дагестана от Халифата ислам утвердился лишь в Дербенте, на плоскости и в предгорьях к югу от него и в Табасаране, то есть в землях, где раньше утвердились феодальные порядки и сильны были связи с ранее исламизированным Восточным Закавказьем.